# Unusual You
"Unusual You"는 미국의 가수 브리트니 스피어스의 노래이자 여섯번째 정규 음반인 Circus의 다섯 번째 싱글이다. 2009년 10월 15일 오스트레일리아와 뉴질랜드에서 발매되었다.